# Sonic Pi
Sonic Pi — це середовище програмування на основі Ruby, для створення та виконання музики на основі програмного коду. Розроблене Семом Ароном у комп'ютерній лабораторії Кембриджського університету у співпраці з Raspberry Pi Foundation.

## Застосування

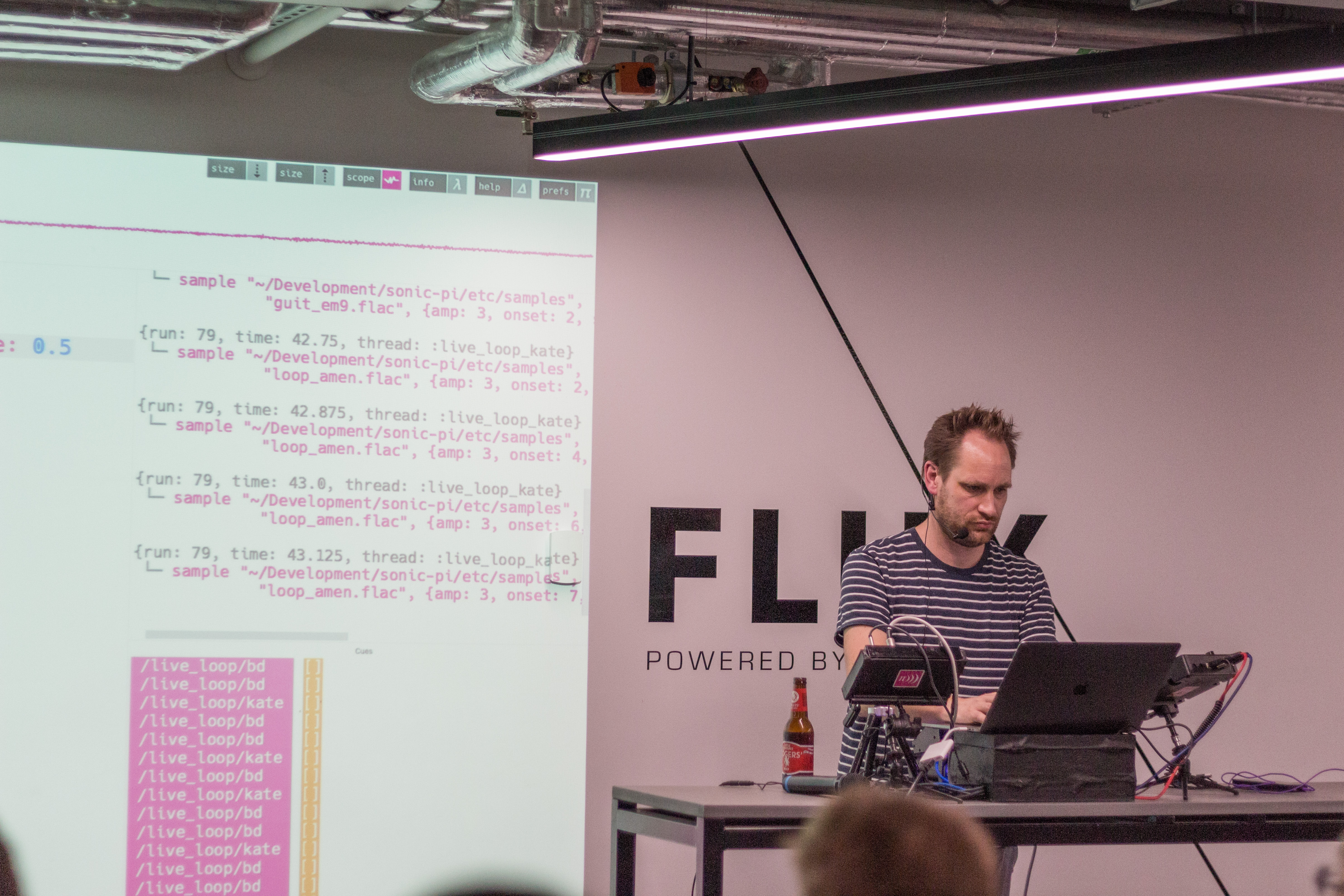
Сем Арон, автор Sonic Pi, демонструє програму

Sonic Pi використовує механізми синтезу SuperCollider і точні моделі синхронізації, що дозволяє програмувати та виконувати у реальному часі музику на основі алгоритмів.
Sonic Pi заохочує вивчати як інформатику, так і музику через гру та експерименти.

## Можливості
- Більше 60 вбудованих синтезаторів (такі як Tb303, Prophet)
- Більше 40 вбудованих аудіоефектів (такі як Reverb, Eq, Distortion, Compressor)
- Програвання та керування семплами
- Власна бібліотека семплів

### Додаткові можливості
- Багатоканальні аудіо входи та виходи
- Синхронізовані MIDI входи та виходи
- Входи та виходи для протоколу Open Sound Control
- Підключення до Ableton Live